# Wappen der Stadt Gera
Das Wappen der Stadt Gera ist neben Flagge und Dienstsiegel ein Hoheitszeichen der Stadt Gera im thüringischen Vogtland.

## Blasonierung
In der Hauptsatzung der Stadt Gera ist folgende Blasonierung genannt:

„In einem schräg gestellten, einfachen, dreikantigen Schild einen 
aufrecht stehenden, nach rechts gewandten, goldenen, doppelschwänzigen, ungekrönten Löwen auf einer schwarzen Grundfläche. Auf der oberen Ecke des Schildes ruht ein geschlossener, nach rechts gewendeter Topfhelm mit halb geschlossenen und halb offenen Pfauenwedeln als Helmzier.“

Der Topfhelm ist mit goldenen und schwarzen Helmdecken versehen, um den Stadtfarben zur Geltung zu verhelfen.
Eine andere Form lautet:

„Auf gelehntem Dreiecksschild in Schwarz ein doppelschwänziger, rotbewehrter und -bezungter goldener Löwe. Auf dem goldenen Kübelhelm in Seitenansicht mit (beidseitig) schwarz-goldenen Decken acht fächerförmig angeordnete grüne Federn, die rechten vier mit gekerbter Spitze, die linken vier als Pfauenfedern mit doppelten Pfauenaugen in goldener Umrandung und mit roter Pupille an Spitze und Mitte.“

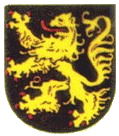
Wappen Geras in der DDR

## Geschichte
Das Wappen Geras ist nahezu identisch mit dem Stammwappen der Vögte von Weida, Gera und Plauen. Der vogtländische Löwe ist bereits seit dem 14. Jahrhundert nachweisbar und wurde entsprechend in das Stadtwappen übernommen.
Das Stadtwappen wurde zuletzt 1995 in dieser Form festgelegt. Nicht in der Hauptsatzung aufgeführt führt Gera ein kleines Wappen, das nur das beschriebene Schild zeigt. Es war das Wappen Geras in der DDR und wird seitens der Stadt nicht mehr verwendet.

Flagge in Hochformat

## Flagge und Dienstsiegel
Die Stadt Gera führt als Flagge eine waagerechte Bikolore aus den Farben Schwarz und Gold, wobei Schwarz über Gold steht und die Streifen von gleicher Breite sind. Gold kann durch Gelb ersetzt werden.
Das Dienstsiegel zeigt das Große Wappen in einem Kreis mit der bogenförmigen Umschrift „Thüringen“ (oben) und „Stadt Gera“ (unten).

Flagge von Gera

## Belege
1. ↑  Hauptsatzung, Geschäftsordnungen und Fraktionsrechtsstellungssatzung. Abgerufen am 27. September 2023.
2. ↑  Thüringer Naturbrief - Wappen der Thüringer Landkreise, Städte und Gemeinden. Abgerufen am 1. Oktober 2023.
3. ↑  Hauptsatzung §2 (3)
4. ↑  Hauptsatzung §2 (4)